# Уфіна
У́фіна (рос. Уфина) — присілок у складі Варгашинського району Курганської області, Росія. Входить до складу Варгашинської селищної ради.
Населення — 99 осіб (2010, 122 у 2002).